# Jezioro Długie (gmina Suwałki)
Jezioro Długie (również Jezioro Długie Wigierskie) – jezioro położone w północno-wschodniej Polsce, w gminie Suwałki, na terenie Wigierskiego Parku Narodowego.

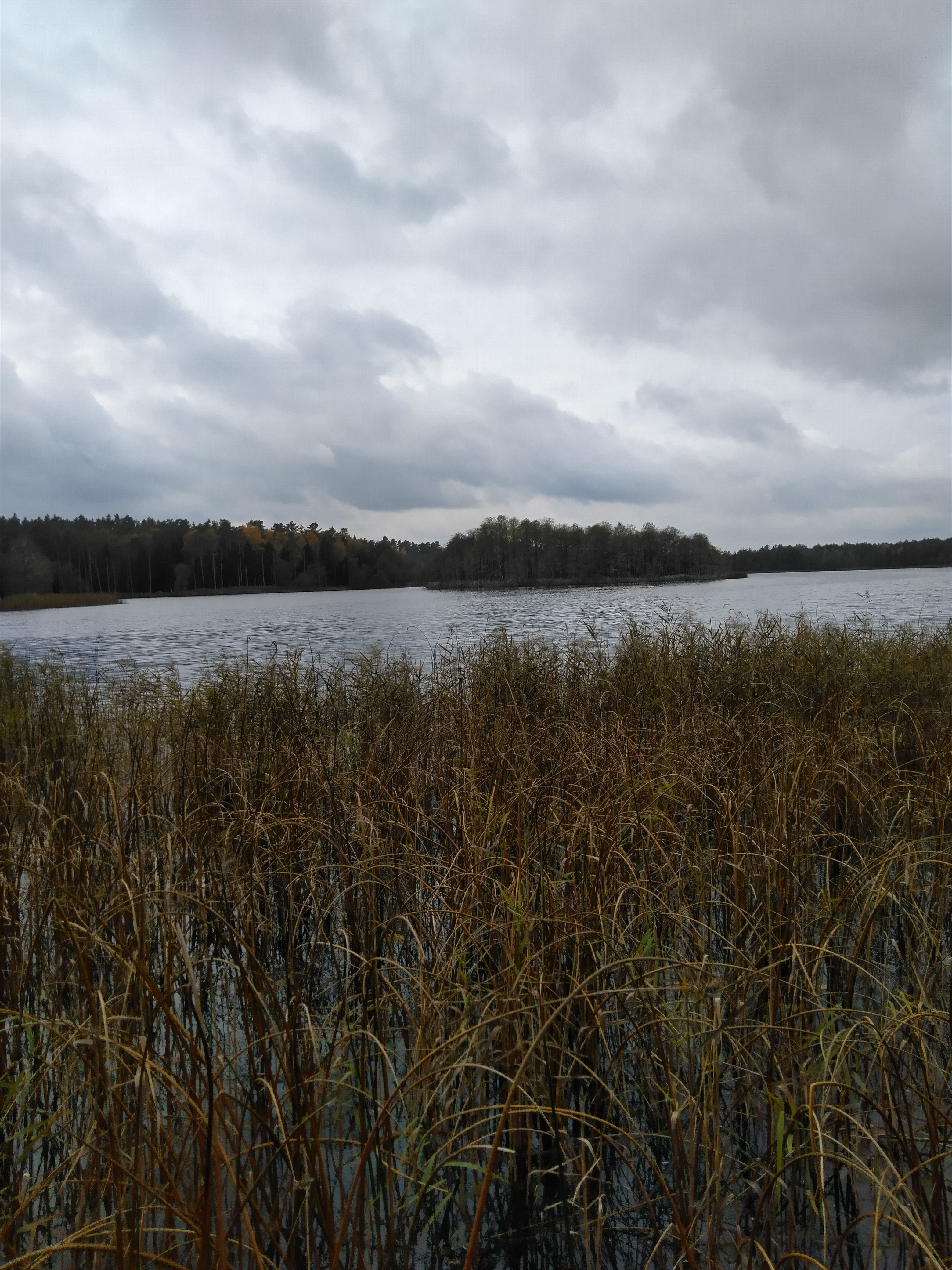
Jezioro Długie w Wigierskim Parku Narodowym z widoczną wyspą Ostrówek.

Jest położone na wysokości 131,9 m n.p.m. Jego powierzchnia wynosi 74 ha (według danych Instytutu Rybactwa Śródlądowego - 80,7 ha). Średnia głębokość wynosi 6,4 m, a maksymalna głębokość: 14,8 m.
W przeszłości jezioro Długie należało do akwenu Prawigry. Obecnie wraz z jeziorami Mulicznym i Okrągłym tworzy grupę tzw. Jezior Gawarcowskich, oddzieloną od Wigier półkilometrowym garbem morenowym. Ma nieregularny kształt, linia brzegowa tworzy wiele zatok i półwyspów. Przy wschodnim brzegu jeziora znajduje się osada leśna Słupie. Na Jeziorze Długim znajdują się wyspy: Szaniec i Ostrówek.
Jezioro Długie jest objęte ochroną ścisłą. Do jego brzegów prowadzi ścieżka edukacyjna "Jeziora".